# Palina vára
Palina vára (horvátul: Stari grad Palina) egy középkori várhely Horvátországban, Eszék-Baranya megyében, Borovik település határában. 

## Fekvése
Borovik falutól délre, a hegyek közötti Boroviki-tó keleti partja feletti magaslaton állt.

## Története
Palina várát 1480-ban Mátyás király oklevelében említik „Castrum Palyna” néven. Ebben Mátyás király, mint a magbanszakadt Bakonyai István birtokát, tartozékaival együtt Péter fejérvári prépost királyi kancelláriai titkárnak, Orbán prépost királyi kincstartónak és általuk Váradi Pálnak és Máténak (a Péter prépost testvéreinek) valamint Nagylucsei Balázsnak és Jánosnak (az Orbán prépost testvéreinek) adományozta. További sorsa ismeretlen.